# Belandur, Sagar
Belandur là một làng thuộc tehsil Sagar, huyện Shimoga, bang Karnataka, Ấn Độ.